# Nungia
Nungia Zabka, 1985 è un genere di ragni appartenente alla famiglia Salticidae.

## Etimologia
Il nome deriva dai Nung, minoranza etnica vietnamita, nei cui pressi è il luogo di ritrovamento di questi ragni.

## Caratteristiche
Originariamente il genere è stato descritto sulla base di un singolo esemplare femminile, lungo circa 6 millimetri; in seguito (Peng e al., 1993 e Song, Zhu & Chen, 1999) sono stati rinvenuti anche esemplari maschili.
Il cefalotorace della femmina è di colore marrone chiaro, l'opistosoma è giallo-grigio con file longitudinali di macchie grigie.
Le zampe sono di colore giallo, fatta eccezione per il primo paio, più robusto, che ha due segmenti delle zampe di colore marrone chiaro.

## Distribuzione
L'unica specie oggi nota di questo genere è stata rinvenuta in Vietnam e in Cina.

## Tassonomia
A giugno 2011, si compone di una specie:
- Nungia epigynalis Zabka, 1985[3] — Cina, Vietnam